# Gex: Enter the Gecko
Gex: Enter the Gecko (també conegut com a Gex 3D: Enter the Gecko o Return of the Gecko; o per la N64 com a Gex 64: Enter the Gecko) és un videojoc de plataformes publicat el 1998 per la PlayStation, Nintendo 64, Microsoft Windows i la Game Boy Color. El 2011 es va afegir a la PlayStation Network. És el segon joc de la sèrie Gex, i consisteix a recollir tres tipus de comandaments a distància per desbloquejar diferents televisors del món del concentrador que condueixen a nivells, i per ajudar a la lluita novament contra Rez. El gecko protagonista del mateix nom té la veu de Dana Gould en la versió americana, i Leslie Phillips en el llançament britànic.

## Jugabilitat
Enter the Gecko és la primera incursió de Gex al món de 3D. Els seus moviments principals consisteixen en un atac de fuet de la cua, saltant sobre la seva cua, usant la seva llengua per menjar mosques, i la realització d'una puntada de karate. També pot pujar en certes superfícies i nedar sota l'aigua.
El joc té lloc en un centre gran ple de pantalles de televisió sobre la base de diversos gèneres diferents, parodiant a diversos gèneres de Looney Tunes a Star Wars. Cada nivell té uns tres comandaments a distància per recollir, així com un més per la recollir 120 objectes de col·lecció en el nivell. Col·leccionant comandaments a distància suficients permet obrir noves àrees, nivells de bonificació i els nivells de cap final i la recol·lecció de tots els comandaments a distància obre un final especial que mostra l'art conceptual del joc.

## Argument
Des del seu retir de l'escena pública el 1996, Gex s'ha resignat a una vida de solitud. Durant dos anys Gex va començar el seu dia veient Kung-Fu Theater (Supermarket Sweep en la versió europea), amb el temps la vida va començar a sentir-se com un teletón.
Un dia, Gex estava veient la seva televisió quan de sobte aquesta es va quedar en blanc. La pantalla va començar a parpellejar una cara coneguda, una vegada i una altra, el rostre era el de Rez. Després, dos agents del govern apareixen demanant l'ajuda de Gex, Rez ha pujat de nou al poder en la dimensió dels mitjans i els agents van pensar Gex era prou boig com per detenir-lo. Gex es nega, dient que ja ha salvat l'univers anteriorment. Un dels agents després copeja Gex en el cap amb una barra de ferro, deixant-lo inconscient.
Quan Gex desperta, s'adona que està en una sala d'interrogatoris. Els dos agents li pregunten el que sap sobre Rez, Gex els diu tot. Una vegada més, demanen la seva ajuda, un dels agents arriba sota la taula, treu un maletí i s'arrossega fins a Gex. Gex l'obre i veu que està ple de diners en efectiu, i immediatament comença a contar-los. Just quan Gex pensa que no podia ser millor, l'altre agent li mostra un vestit d'agent secret. Gex es compromet a ajudar-los. Els dos agents li donen un mapa, i diuen que volen que Rez "desaparegui", donant-li instruccions per ocultar el cos entre els de Jimmy Hoffa i Spuds MacKenzie.
Com Gex abandona l'edifici, una atractiva agent s'apropa a ell, i es presenta com a "agent Xtra", ella li desitja bona sort i se'n va. Gex després va a la dimensió dels mitjans.
Una vegada Gex està en la dimensió dels mitjans, navega a través de diversos canals. De dibuixos animats (Toon TV), de terror (TV Scream), de ciència-ficció (The Rocket Channel); futurista (Circuit Central), Kung-Fu (Kung-Fu Theater), Pre-història (The Pre-History Channel); Rezopolis; i Canal Z. Una vegada que Gex navega a través de Rezopolis i Z Channel, lluita contra Rez de nou. Tirant un gran televisor damunt d'ell, Gex derrota a Rez. Rez, una vegada més es transforma en una bola d'energia, i és atrapat en el mateix televisor Gex l'hi havia tirat.
Rez diu a Gex que ell és el seu pare, Gex pregunta com és possible. Rez diu que no sempre s'ha vist com ho fa ara, al·legant que va caure en un munt de ferralla en tractar d'aconseguir cable gratuït. De totes maneres, Gex pren el control remot, i és a punt d'apagar el televisor, quan Rez li prega que no ho faci, dient que ell farà qualsevol cosa. Gex després apaga el televisor i fa un comentari sarcàstic: "Està bé, entesos, 'pare' Per què no ens oblidem de tot això i anem a jugar futbol al jardí?". No se sap si realment Rez és el pare de Gex, possiblement el que significa un retcon, o si això no era més que una referència a Star Wars.
Gex és vist per última vegada (en un cameo) en una habitació d'hotel amb Nikki, dels videojocs Pandemonium (com va aparèixer a Pandemonium 2).

## Versió de Nintendo 64
La versió de Nintendo 64 de Gex: Enter the Gecko va ser nomenada Gex 64: Enter the Gecko. En aquesta versió apareix un nou nivell, que va reemplaçar als nivells secrets: "Gecques Cousteau", que se centra en el RMS Titanic, es juga gairebé íntegrament sota l'aigua. Les úniques parts de terra del nivell es troben en l'entrada del Titanic, que és enfonsat per un iceberg. Altres canvis inclouen un menor nombre de nivells de bonificació i un menor nombre de cites, a causa dels cartutxos de Nintendo 64 els quals emmagatzemen un nombre dades significativament menor que els jocs en CD. Alguns dels efectes de so es van alterar lleugerament. L'únic nivell normal que va ser eliminat va ser "Poltergex" de Scream TV.

## Rebuda

### Gex: Enter the Gecko
Gex: Enter the Gecko va rebre en la seva majoria crítiques positives. El lloc web de GameRankings va donar a la versió de PlayStation 82.46% i a la versió de Game Boy Color 100.00%.

### Gex 64: Enter the Gecko
Gex 64: Enter the Gecko va rebre crítiques mixtes en la seva majoria. GameRankings li va donar al joc 60.50%.